# Округ Харисон (Тексас)
Округ Харисон (енгл. Harrison County) је округ у америчкој савезној држави Тексас. По попису из 2010. године број становника је 65.631.

## Демографија
Према попису становништва из 2010. у округу је живело 65.631 становника, што је 3.521 (5,7%) становника више него 2000. године.
| Група             | 2000.          | 2010.          |
| Белци             | 43.044 (69,3%) | 42.654 (65,0%) |
| Афроамериканци    | 14.926 (24,0%) | 14.398 (21,9%) |
| Азијати           | 192 (0,3%)     | 339 (0,5%)     |
| Хиспаноамериканци | 3.316 (5,3%)   | 7.254 (11,1%)  |
| Укупно            | 62.110         | 65.631         |